# 하이데라바드 대학교
하이데라바드 대학교(텔루구어: హైదరాబాదు విశ్వవిద్యాలయము, 영어: University of Hyderabad, 힌디어: हैदराबाद विश्वविद्यालय)는 인도의 국립 대학교이자 하이데라바드에 있는 중앙 대학으로, 1974년 인도 연방 의회의 법령으로 설립되었다. 기본적인 기능은 학사 이상 학위자 대상의 대학원 교육 및 연구이나, 최근(2011년 기준)에는 학부 과정도 개설하기로 결정하여 학부 학생들도 받고 있다. 이 대학은 인도 대학 협회(AIU), 영연방 대학 협회(ACU), 국제 원격교육 위원회(International Council for Distance Education)에 속해 있다. 대학 교원의 질을 높이고자 하는 인도의 대학 보조금 협의회(University Grant Commission, UGC)의 계획에 따라 1988년 이래 교원 대상 대학(Academic Staff College)도 설치되어 있다.

## 같이 보기
- 인도의 교육